# Fortælling (storytelling)
 Der er for få eller ingen kildehenvisninger i denne artikel, hvilket er et problem. Du kan hjælpe ved at angive troværdige kilder til de påstande, som fremføres i artiklen.

Fortælling er en måde at videreformidle information på ved hjælp af virkemidler som ord, billeder, lyde og udsmykning. Improvisation er ligeledes et centralt element i fortællekunsten.
Fortællingen er i enhver kultur et middel til underholdning, undervisning og bevarelse af kulturen. Fortællingen gengiver vores verdensbillede og handler ofte om moral og værdi og er et udtryk for vores syn på rigtigt og forkert. Dermed er fortællingen med til at understøtte, bekræfte og opbygge vores kultur og normer. Afgørende elementer i historier og fortællingen er plot, karakterer og det narrative. Den klassiske fortælling er en kronologisk handling med en førtilstand (konflikt), via en udvikling (komplikation) og afslutning i en vedvarende eftertilstand (slutning). En moderne fortælling eksperimenterer med denne tidsfølge: komplikationen kommer i centrum, slutningen flyttes til begyndelsen eller holdes åben, og indledningen udelades med et fortællermæssigt greb som in medias res og flash back langt inde i handlingen.

## Fortæller
En fortæller (storyteller) optræder med mundtlig fortællekunst i institutioner, skoler, foreninger og kirker. Fra skolereformerne i 1962 var fortællekunsten næsten uddød i Danmark, bortset fra enkelte friskoler, efterskoler og højskoler, hvor det praktiseres. Fra starten af 1990erne dukkede der igen mundtlige fortællere op, inspireret af enkeltstående nationale fortællere, f.eks Anne Sophie Seidelin, Carsten Islington, Dorte Futtrup, Svend-Erik Engh, Kasper Sørensen, Hans Laurens m. og internationale fortællere fra USA, Canada.
Der afholdes hvert år flere fortælle festivaler i Danmark og Norden. I gennem en årrække var Fortællefestivalen i Lejre og Moesgaard ved Aarhus de mest kendte sammen med den årlige fortællefestival på Nørre Vosborg i Vestjylland.
Der findes foreninger og kredse af mundtlige fortællere i Danmark

## Storytelling
Storytelling er en anglificering af de danske ord fortælling eller fortællekunst, der ofte bruges til at beskrive den moderne fortællergenre, men fænomenet er naturligvis langt ældre. Når H.C. Andersen "fortalte for Børn" var det f.eks. ved hjælp af storytellingens levende ord, ordspil, billeder, improvisation og lydeffekter. Karen Blixen var den første dansker, der kaldte sig storyteller, fordi hun primært opfattede sig som historiefortæller frem for "forfatter" i traditionel forstand. Fortællekunsten og det levende ord spillede tidligere en central rolle i den danske skolekultur og var helt centralt for Grundtvigs skolesyn. Men efter skolereformerne i 1962 uddøde fortællekunsten næsten i Danmark, bortset fra enkelte friskoler, efterskoler og højskoler, hvor det stadig praktiseredes.
Den moderne performative genre storytelling opstod i 1970'ernes USA som en genoplivning af den klassiske historiefortællertradition. Genren og fremførelsesformen kom til Danmark i starten af 1990'erne, hvor der igen dukkede mundtlige fortællere op. Udover den nordamerikanske påvirkning, kom inspirationen til det nye fortællermiljø, fra enkeltstående danske fortællere som f.eks. Anne Sophie Seidelin.
Der er nu flere hundrede aktive fortællere i Danmark fra mange forskellige sociale lag. .Der afholdes hvert år flere fortællefestivaler i Norden. I en lang række byer over hele landet er der etableret foreninger og kredse af mundtlige fortællere.

## Fortællingen som genre
Fortællingen er en eksistentiel genre og omfatter mange emner. Den har også fået succes, fordi storytelling har bred appel til de humanistiske fag. Et hulemaleri kan anskues som en "fortælling", fordi der er en hensigt med malerens fortælling. Anderledes med reklamer. Her er der ofte risiko for "intentional fallacy", dvs. intentionel fejlbarlighed. Vi kan dermed anskue fortællingen som en genstand uden afsender eller intention og analysere og forholde os til den an sich, som sådan. Men det ligger netop ikke i storytelling. Her ligger altid fortællerens ønske om at fortælle som grund for, at der overhovedet skal fortælles. Storytelling falder dermed ikke under det udvidede tekstbegreb.
Flere videnskabelige teorier henholder sig til, at det eksistentielle grundvilkår at være menneske, er at fortælle historier. At have sprog og eksistere gør, at vi fortæller, når vi møder andre mennesker. Den amerikanske sprogforsker William Labov fremhævede ligefrem, at fortællingen var tegn på socialt overskud – et positivt udtryk for, at vi har det godt og ønsker at dele vores viden og verden med andre. Den danske sprogforsker Erik Møller fandt frem til at fortællinger har tre funktioner
- argumentation
- underholdning
- selvfremstilling

Mundtlige historier er husket og videregivet fra generation til generation. Faste former som fx hexameterdigtning er ikke opfundet som lyrik, men for at støtte hukommelsen. Skriftlige medier har overtaget den kommunikerende metode fra de familiemæssige og kulturelle historier. For ikke at tale om tv.

## Links
- Thomas Høvsgaard: Fysikmisundelse-Den narrative histories genkomst Historisk Tidsskrift 1999 Arkiveret 25. april 2015 hos  Wayback Machine

| Folkekultur | Spire Denne artikel om folkelig kultur og folkeminder er en spire som bør udbygges. Du er velkommen til at hjælpe Wikipedia ved at udvide den. |